# Balma Sporting Club
Vous pouvez aider à l'améliorer ou bien discuter des problèmes sur sa page de discussion.
- Il ne cite pas suffisamment ses sources. Vous pouvez indiquer les passages à sourcer avec {{référence nécessaire}} ou {{Référence souhaitée}}, et inclure les références utiles en les liant aux notes de bas de page. (Marqué depuis avril 2024)
- Certaines informations devraient être mieux reliées aux sources mentionnées dans la bibliographie ou les liens externes. Améliorez sa vérifiabilité en les associant par des références. (Marqué depuis avril 2024)
- Il ne s’appuie pas, ou pas assez, sur des sources secondaires ou tertiaires. (Marqué depuis avril 2024)

- Archive Wikiwix
- Bing
- Cairn
- DuckDuckGo
- E. Universalis
- Gallica
- Google
- G. Books
- G. News
- G. Scholar
- Persée
- Qwant
- (zh) Baidu
- (ru) Yandex
- (wd) trouver des œuvres sur Wikidata

Maillots
Actualités
Le Balma Sporting Club ou Balma SC est un club français de football fondé en 1957. 

## Palmarès
- Champion DH Midi-Pyrénées : 1999
- 32e de finale de la Coupe de France 2001-2002

## Repères historiques
Créé en 1957, le Balma Sporting Club a profité de l’essor de la commune dans les années 1980 pour devenir un des clubs phares de la région.
Les principales étapes : 
- Accession en CFA 2 en 1999
- Accession en CFA en 2000 et 2004
- Descente en CFA 2 en 2011

## Logos

Logo jusqu'en 2018.
Logo depuis 2018.

## Entraîneurs
- 1982-1983 :  Gérard Batlles
- 1997-oct. 2002 :  Christophe Guttin
- Nov. 2002-2004 :  Benoît Tihy
- 2004-2006 :  Raymond Camus
- 2006-2007 :  Christophe Guttin
- 2007-avr. 2009 :  Jean-Christophe Debu &  Jean-Pierre Filiol
- Avr. 2009-2010 :  Jean-Christophe Debu
- 2010-2014 :  Éric Taborda
- 2014-2019 :  Fabrice Dubois
- 2019-2022 :  Sébastien Mignotte
- 2023-2023 :  Wilfried Niflore
- 2023-     :  Jérémie Moreau

## Anciens joueurs
- Fabrice Jau
- Gaëtan Missi Mezu
- Saïd Benrahma
- Issa Diop